# Suurijärvi och Kaita
Suurijärvi och Kaita är en sjö i kommunen Luumäki i landskapet Södra Karelen i Finland. Sjön ligger 76,7 meter över havet. Arean är 97 hektar och strandlinjen är 7,83 kilometer lång. Sjön  ingår i Kymmene älvs huvudavrinningsområde.   Den ligger omkring 45 km väster om Villmanstrand och omkring 160 km nordöst om Helsingfors. 